# Gauda (sir)
-{
}-

Gauda ili Gouda (hol. Goudse kaas, izgovor: []) je vrlo popularan holandski sir sa najmanje 30–48% mlečne masnoće u suvoj masi.

## Istorija
Gauda potiče iz regiona Krimpenervard, koji se nalazi južno od grada Gauda, na jugu Holandije. Ime je dobio po ovom gradu, budući da se sa njegovog tržišta glas o ovom siru preneo na ostatak sveta. Gauda se prvi put pominje još daleke 1184. godine, što ovaj sir čini jednom od najstarijih vrsta sira koje se do danas proizvode i prodaju.

## Proizvodnja
Prilikom sirenja gaude, prvo se pomeša ohlađeno mleko od prethodne večeri sa svežim mlekom, i onda se ugreje na otprilike 30°C. Kada se dodaju mlečne bakterije, mleko se zgruša u narednih pola sata. Ovako zgrušano mleko se seče pomoću posebnog noža, pri čemu se surutka izdvaja i prosipa. Ovaj proces se ponavlja dok masa ne dostigne željenu konzistenciju. Potom se stavlja u karakteristične okrugle forme i nakon toga se ostavlja izvestan period da miruje u zaslanjenoj vodi. Zatim se lageruje u hladnim prostorijama najmanje jedan mesec dok ne dostigne željenu zrelost. 
Na osnovu dužine sazrevanja razlikuju se na tržištu „mladi“ (četiri do osam nedelja), „srednji“ (dva do šest meseci) i „stari gauda“ (obično šest do osam meseci, povremeno i duže). Gauda koji je sazrevao duže od godinu dana naziva se „prastari gauda“. Takav sir ima povećanu količinu kristala u strukturi sira i izuzetno je aromatičan.

## Osobine
Mladi gauda je blagog i mlečnog ukusa, masa je meka do kremaste i više je bele nego svetlo žute boje. Tek kod dužeg zrenja razvija se snažniji, začinjeniji ukus. Istovremeno sir postaje suvlji i tamniji, skoro do zlatno-žute boje. Prastari gauda je intenzivno aromatičan i blago ljut.

## Galerija
- Prodaja gaude na ulici.
- Način proizvodnje.
- Dimljena gauda.
- Stariji sir.
- Gauda u pakovanju.
- Gauda u skladištu.
- Belgijska gauda.